# Scolecithrix romeri
Scolecithrix romeri is een eenoogkreeftjessoort uit de familie van de Scolecitrichidae. De wetenschappelijke naam van de soort is voor het eerst geldig gepubliceerd in 1902 door Mrázek.